# Rio Budoş (Jaidon)
O Rio Budoş é um rio da Romênia afluente do Rio Pârâul lui Floriş, localizado no distrito de Covasna.